# ISO 3166-2:VA
ISO 3166-2:VA — стандарт Международной организации по стандартизации, который определяет геокоды. Является подмножеством стандарта ISO 3166-2, относящимся к Ватикану. Стандарт охватывает Ватикан. Геокод состоит из кода: Alpha2 по стандарту ISO 3166-1 для Ватикана — VA. Геокод являются подмножеством кода домена верхнего уровня — VA, присвоенного Ватикану в соответствии со стандартами ISO 3166-1.

## Геокоды Ватикана
| Название | Alpha2 | Alpha3 | цифровой | Геокод по ISO 3166-2 | Статус                               |
| -------- | ------ | ------ | -------- | -------------------- | ------------------------------------ |
| Ватикан  | VA     | VAT    | 336      | не присвоен          | ассоциированое с Италией государство |

## Геокоды пограничных Ватикану государств
- Италия — ISO 3166-2:IT (на севере, на востоке, на юге, на западе).